# Robert Germain (football)
Pour les articles homonymes, voir Germain et Robert Germain.
Robert Germain est un footballeur français né le 19 avril 1925 à Orléans (Loiret) et mort le 26 juin 2004 à Saint-Denis (Seine-Saint-Denis). 
Gardien de but au Red Star, il perd la finale de la Coupe de France en 1946 contre Lille, 4 à 2. Il rejoint les lillois la saison suivante pour remporter cette fois-ci le trophée (Lille-Strasbourg, 2-0). Puis, il sera deux saisons de suite, vice-champion de France, avant de rejoindre Nice la saison suivante où il finit par remporter le titre en 1951. Il rejoint alors Monaco en Division 2 où il termine sa carrière professionnelle.

## Palmarès
- International B en 1951
- Champion de France en 1951 avec l'OGC Nice
- Vice-champion de France en 1948 et en 1949 avec le Lille OSC
- Vainqueur de la Coupe de France en 1947 avec le Lille OSC
- Finaliste de la Coupe de France en 1946 avec le Red Star Olympique